# Кучевишки манастир
Кучевишки манастир је православни манастирски комплекс из 14. века, у подножју Скопске Црне Горе.
Манастир је смештен у близини села Кучевиште, на висоравни у долини Кучевишке реке.

## Историја
Манастирска црква је посвећена светим архангелима Михаилу и Гаврилу. Изграђена је у 14. веку, по узору на цркве Свете Горе. Време изградње цркве и оснивања манастира је између Маричке битке (1371) и Косовске битке (1389). Фрескописана је 1591. године, када је постављен и иконостас. Од иконостаса је сачуван само крст.
Манастир се налази покрај реке Кучевишке, северозападно од истоименог села. Задужбина је српског жупана Уроша II око половине 12 века. Мада новија истраживања су довела ову тврдњу у питање јер је историчар Б. Тодић у свом раду "Када су саграђени Свети Арханђели код Кучевишта" поставио теорију да су саграђени половином 16. века у време архиепископа охридског Прохора.  Црква је од тесаног камена и нешто стародревно печене цигле. На средини храма је "труло" (кубе) некад покривено оловом. Касније је остала само ћерамида на црквеном крову (1899). Имала је 1899. године два звона: мање и веће. Јеванђеље опточено црвеном кадифом је цркви приложио око 1890. године архимандрит Фирмилијан. Око цркве са три стране су монашке келије, а на северо-источној страни је чардак подигнут. "Све је то од слабог материјала и неоправљено" (1899). Посед манастирски чине и три воденице, као и чифлук (салаш) са кућом на крају села Кучевиште. Манастир има ораће земље на хиљаду шиника (100 товара), коју делом обрађују и сељаци давајући му трећи део. Ту је и 500 мотика манастирског винограда и пространа шума, слабо сачувана. На ливадама манастирским где пасе бесплатно и сеоска марва, држи манастир 79 својих грла стоке. Манастир је издржавао - хранио манастирске момке, службенике и пуке сиромахе међу којима и душевне болеснике и богаље - њих 20. Манастир је у целини са скромним приходима, а у много чему па и најосновнијем оскудева.  Настојатељ је 1899. године стари јеромонах Герман, који сам живи у једној просторији чардака.
Манастир током 19. века доживљава свој препород, када постаје богословски центар са богатом библиотеком и вредним архивом. Током Балканских ратова 1912. године манастир је остао без монаштва.
Године 1926. боравио је у Београду и имао пријем код краља Александра, јеромонах Сергије Јокић. Јокић је био старешина манастира Св. арханђела Михајла, али и "дугогодишњи четник и национални радник на Југу".